# Hasta el fin del mundo (canción)
«Hasta el fin del mundo» es una canción interpretada por el cantautor mexicano Aleks Syntek a dúo con la cantautor mexicano Bon. La canción fue lanzada por la empresa discográfica EMI Latin a principios del año 2008 como el cuarto y último sencillo de su tercer álbum de estudio en solitario, Lección de vuelo (2007).

## Lista de canciones
1. Hasta el fin del mundo» - 3:59 (Aleks Syntek y Bon)[4]

## Posicionamiento en listas
| \| País (Lista 2008) \| Posición más alta \| \| ---------------------------------------------------- \| ----------------- \| \| Estados Unidos (Billboard Bubbling Under Hot 100)[5] \| 19 \| \| Estados Unidos (Billboard Latin Airplay)[5] \| 17 \| \| Estados Unidos (Billboard Latin Pop Airplay)[5] \| 26 \| |                   |
| País (Lista 2008) | Posición más alta |
| Estados Unidos (Billboard Bubbling Under Hot 100) | 19                |
| Estados Unidos (Billboard Latin Airplay) | 17                |
| Estados Unidos (Billboard Latin Pop Airplay) | 26                |